# روبن وارن
جون روبن وارن (ولد في أدليد بأستراليا في 11 يونيو 1937) (بالإنجليزية: John Robin Warren) عالم أمراض أسترالي حصل على جائزة نوبل في الطب سنة 2005 مناصفة مع مواطنه باري مارشال وذلك لدورهما في اكتشاف أن البكتيريا الملوية البوابية (بالإنجليزية: Helicobacter pylori) هي السبب في إحداث الالتهابات وقرح المعدة.
حصل وارن على درجة البكالوريوس في الطب والجراحة من جامعة أدليد، وفي عام 1967 التحق بالكلية الملكية الأسترالية لأطباء الباثولوجيا وأصبح باحثاً في علم الأمراض بمستشفى برث الملكي حيث قضى معظم حياته العملية والعلمية.
اشترك مع باري مارشال (شريكه في جائزة نوبل) في أبحاث أجريت بجامعة أستراليا الغربية حيث أثبتا أن بكتيريا الملوية البوابية هي سبب قرح المعدة، وقد طور وارن اختباراً تشخيصياً لاكتشاف موجود هذه البكتيريا في مرضى قرحة المعدة.

## التكريمات
منحته الحكومة الأسترالية وسام أستراليا سنة 2007

## روابط خارجية
- روبن وارن على موقع الموسوعة البريطانية (الإنجليزية)
- روبن وارن على موقع مونزينجر (الألمانية)
- روبن وارن على موقع إن إن دي بي (الإنجليزية)